# Heidenheimer Volksbank
Die Heidenheimer Volksbank eG ist eine deutsche Genossenschaftsbank mit Sitz in Heidenheim im Landkreis Heidenheim (Baden-Württemberg).

## Geschichte
Die Heidenheimer Volksbank wurde 1865 als Gewerbebank gegründet. Im Jahre 1953 fusionierte die Bank mit der Gerstetter Volksbank, 1991 mit der Raiffeisenbank Unteres Härtsfeld, 1992 mit der Raiffeisenbank Mergelstetten,  1998 mit der Herbrechtinger Bank, 2000 mit der Königsbronner Bank und 2009 mit der Raiffeisenbank Nattheim. Im Jahr 2023 wurde die Raiffeisenbank Steinheim eG auf die Heidenheimer Volksbank eG verschmolzen.

## Rechtsgrundlagen
Rechtsgrundlagen der Bank sind das Genossenschaftsgesetz und die Satzung. Die Organe der Genossenschaftsbank sind der Vorstand, der Aufsichtsrat und die Vertreterversammlung. Die Bank ist der amtlich anerkannten BVR Institutssicherung GmbH und der zusätzlichen freiwilligen Sicherungseinrichtung des Bundesverbandes der Deutschen Volksbanken und Raiffeisenbanken e.V. angeschlossen.

## Niederlassungen
Die Heidenheimer Volksbank unterhält 11 Geschäftsstellen und 1 SB-Stelle.